# Blair Horn
Blair James H. Horn (ur. 17 lipca 1961) – kanadyjski wioślarz. Złoty medalista olimpijski z Los Angeles.
Zawody w 1984 były jego jedynymi igrzyskami olimpijskimi. Złoty medal zdobył, pod nieobecność sportowców z części Bloku Wschodniego, w ósemce. Osadę tworzyli ponadto Dean Crawford, J. Michael Evans, Paul Steele, Grant Main, Mark Evans, Kevin Neufeld, Pat Turner i Brian McMahon. 